# Кинц, Гельмут
Гельмут Кинц (нем. Helmut Kinz; 1 декабря 1915, Браунау-ам-Инн, Австро-Венгрия — 19 октября 1985, Браунау-ам-Инн, Австрия) — штурмбаннфюрер СС, кавалер Рыцарского креста Железного креста.

## Карьера
С 1 мая 1935 года — член гитлерюгенда. 1 ноября 1935 вступил в СС (№ 351218). 1 октября 1936 года зачислен в 7-й штурм штандарта СС «Дойчланд», откуда ровно через 2 месяца переведён в штандарт СС «Фюрер». К 1939 году окончил юнкерское училище в Бад-Тёльце и был направлен в службу порядка.
20 сентября 1940 года командовал взводом 14-й роты 3-го полицейского пехотного полка СС. Служил адъютантом батальона, ордонанс-офицером и наконец командиром своей роты. 4 августа 1943 переведён в штаб 4-го танкового корпуса СС, а 19 октября — 6-й армейский корпус СС. 10 ноября переведён в состав юнкерского училища в Клагенфурте.
С 20 июня 1944 года — командир 3-го батальона 28-го горного егерского полка СС 13-й горной дивизии СС «Ханджар». С марта 1945 года командир 13-го разведывательного батальона СС. 3 мая 1945 награждён Рыцарским крестом Железного креста.

## Звание
- Унтерштурмфюрер — 9 ноября 1939
- Оберштурмфюрер — ?
- Гауптштурмфюрер — ?
- Штурмбаннфюрер — май 1945

## Награды
- Нагрудный штурмовой пехотный знак в серебре
- Железный крест 2-го класса
- Железный крест 1-го класса
- Рыцарский крест (3 мая 1945)